# Leptomenes extremus
Leptomenes extremus är en stekelart som beskrevs av Gusenleitner 2005. Leptomenes extremus ingår i släktet Leptomenes och familjen Eumenidae. Inga underarter finns listade i Catalogue of Life.